# Infernal Torment
Infernal Torment (v překladu pekelné trápení) byla dánská death metalová hudební skupina založená v roce 1992 ve městě Silkeborg. Mezi témata kapely patřily všelijaké sexuální praktiky, perverze, incest, nekrofilie, pedofilie apod.
První demo Incapability on the Cross vyšlo v roce 1993. Debutní studiové album Man's True Nature (v překladu skutečná povaha muže) vyšlo v roce 1995. Tiskárna odmítla vytisknout obal s šokujícím motivem (na obalu je muž stojící na dětském hřišti nad nahým torzem blondýny s její uťatou hlavou v jedné a zkrvavenou sekerou v druhé ruce, ženské tělo má v zadnici vražený rýč, v blízkosti si hrají děti).

## Diskografie

### Dema
- Incapability on the Cross (1993)
- Instincts (1994)

### Studiová alba
- Man's True Nature (1995)[1]
- Birthrate Zero (1998)